# Ophanim
 (février 2024).
La mise en forme du texte ne suit pas les recommandations de Wikipédia : il faut le « wikifier ».
Les points d'amélioration suivants sont les cas les plus fréquents. Le détail des points à revoir est peut-être précisé sur la page de discussion.
- Les titres sont pré-formatés par le logiciel. Ils ne sont ni en capitales, ni en gras.
- Le texte ne doit pas être écrit en capitales (les noms de famille non plus), ni en gras, ni en italique, ni en « petit »…
- Le gras n'est utilisé que pour surligner le titre de l'article dans l'introduction, une seule fois.
- L'italique est rarement utilisé : mots en langue étrangère, titres d'œuvres, noms de bateaux, etc.
- Les citations ne sont pas en italique mais en corps de texte normal. Elles sont entourées par des guillemets français : « et ».
- Les listes à puces sont à éviter, des paragraphes rédigés étant largement préférés. Les tableaux sont à réserver à la présentation de données structurées (résultats, etc.).
- Les appels de note de bas de page (petits chiffres en exposant, introduits par l'outil «  Source ») sont à placer entre la fin de phrase et le point final[comme ça].
- Les liens internes (vers d'autres articles de Wikipédia) sont à choisir avec parcimonie. Créez des liens vers des articles approfondissant le sujet. Les termes génériques sans rapport avec le sujet sont à éviter, ainsi que les répétitions de liens vers un même terme.
- Les liens externes sont à placer uniquement dans une section « Liens externes », à la fin de l'article. Ces liens sont à choisir avec parcimonie suivant les règles définies. Si un lien sert de source à l'article, son insertion dans le texte est à faire par les notes de bas de page.
- La présentation des références doit suivre les conventions bibliographiques. Il est recommandé d'utiliser les modèles {{Ouvrage}}, {{Chapitre}}, {{Article}}, {{Lien web}} et/ou {{Bibliographie}}. Le mode d'édition visuel peut mettre en forme automatiquement les références.
- Insérer une infobox (cadre d'informations à droite) n'est pas obligatoire pour parachever la mise en page.

Pour une aide détaillée, merci de consulter Aide:Wikification.
Si vous pensez que ces points ont été résolus, vous pouvez retirer ce bandeau et améliorer la mise en forme d'un autre article.

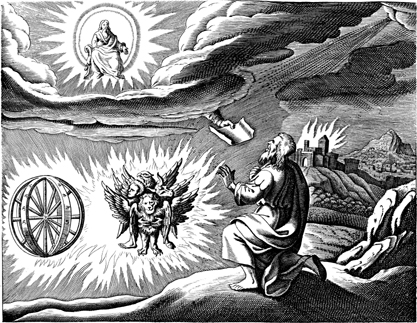
Une représentation traditionnelle de la vision du char, basée sur la description d'Ézéchiel, avec un ophan sur le côté gauche

Les Ophanim (hébreu : אוֹפַנִּים ʼōp̄annīm, ' ; singulier : אוֹפָן ʼōp̄ān), alternativement orthographié auphanim ou ofanim, et également appelé galgalim (hébreu : גַּלְגַּלִּים galgallīm, ' ; singulier : גַּלְגַּל galgal), font référence aux roues vues dans la vision du char d'Ézéchiel (hébreu merkabah) dans « Ezekiel 1:15-21 » . L'un des manuscrits de la mer Morte (4Q405) les interprète comme des anges ; les dernières sections du Livre d'Enoch (61 :10, 71 :7) les décrivent comme une classe d'êtres célestes qui (avec les Chérubins et les Séraphins) ne dorment jamais, mais gardent le trône de Dieu. Dans l'angélologie chrétienne, ils font partie des chœurs (classes) d'anges, et sont également appelés Trônes.
Ces «roues» ont été associées à « Daniel 7:9 » (mentionné comme galgal, traditionnellement "les roues de galgallin", en "flamme ardente" et "feu brûlant") des quatre roues couvertes d'yeux (chacune composée de deux roues emboîtées), qui se déplacent à côté des chérubins ailés, sous le trône de Dieu. Les quatre roues bougent avec les Chérubins parce que l'esprit des Chérubins est en elles. Le deuxième livre d'Enoch (20 :1, 21 :1) les qualifiait également de «ceux aux nombreux yeux».
Le Premier Livre d'Enoch (71.7) semble impliquer que les Ophanim sont assimilés aux «Trônes» dans le Christianisme lorsqu'il les énumère tous ensemble, dans l'ordre : «... tout autour se trouvaient les Séraphins, les Chérubins et les Ophanim ».

## Fonction

Interprétation artistique d'un ʼōp̄ān.

On dit qu'il s'agissait des véritables roues du Chariot Céleste du Seigneur ( Merkabah ). "Les quatre roues avaient des jantes et des rayons, et leurs jantes étaient pleines d'yeux tout autour." Ils sont également fréquemment appelés « ceux aux nombreux yeux ».

## Ophanim dans des traditions spirituelles spécifiques
Maïmonide classe Ophanim comme le deuxième ange le plus proche de Dieu dans son exposition de la hiérarchie angélique juive.
La section kedusha de la prière du matin (dans les bénédictions précédant la récitation du Shema) comprend la phrase : « Les ophanim et les saints êtres vivants se lèvent avec un grand tumulte ; face aux séraphins, ils offrent des louanges, en disant : «Béni soit le Dieu de Dieu ». gloire de sa place.» L'inspiration derrière ce passage particulier est la vision d'Ézéchiel (ch. i.). Le thème des anges louant Dieu a été inséré dans le passage par les piyyoutim (poètes liturgiques juifs).
Les Ophanim sont mentionnés dans la prière El Adon, souvent chantée par la congrégation, dans le cadre du service traditionnel du matin du Shabbat.
Dans la hiérarchie angélique juive, les trônes et les roues sont différents. Cela est également vrai dans la hiérarchie angélique kabbalistique.

### Trônes dans l'Église orthodoxe
De Coelesti Hierarchia fait référence aux Trônes de la description de l'Ancien Testament comme le troisième Ordre de la première sphère, les deux autres ordres supérieurs étant les Chérubins et les Séraphins.

« Le nom des Trônes les plus glorieux et les plus exaltés désigne ce qui est exempt et intact de toute chose basse et terrestre, ainsi que l'ascension super mondaine vers le haut de la pente escarpée. Car ceux-ci n'ont aucune part dans ce qui est le plus bas, mais demeurent dans la pleine puissance, inébranlables et parfaitement établis dans le Très Haut, et reçoivent l'Immanence Divine au-dessus de toute passion et matière, et manifestent Dieu, étant attentivement ouverts aux participations divines. [5] [6],. »

Ce point de vue a également été accepté par l'Église catholique et par Thomas d'Aquin,.

### Seigneur de la Flamme dans les enseignements de la sagesse occidentale
La Cosmo-Conception rosicrucienne fait référence au "Seigneur de la Flamme", la Hiérarchie des Elohim assignée astrologiquement au Lion, sont les Trônes (d'après la description de l'Ancien Testament, "en raison de la brillante luminosité de leurs corps et de leurs grands pouvoirs spirituels".) ; les deux autres hiérarchies supérieures étant aussi les Chérubins et les Séraphins. Selon cette conception, les Séraphins et Chérubins célestes ainsi que les Ophanim continuent d'aider les humains dans leur évolution spirituelle ; tout comme les Archanges et les Anges célestes.

## Voir également
- Trône (ange)